# Matteo Noris
Matteo Noris (1640 in Venedig – 6. Oktober 1714 in Treviso) war ein italienischer Dichter und Opernlibrettist, der insbesondere durch sein Libretto für Tito Manlio, vertont unter anderem von Antonio Vivaldi, bekannt wurde.

## Leben und Werk

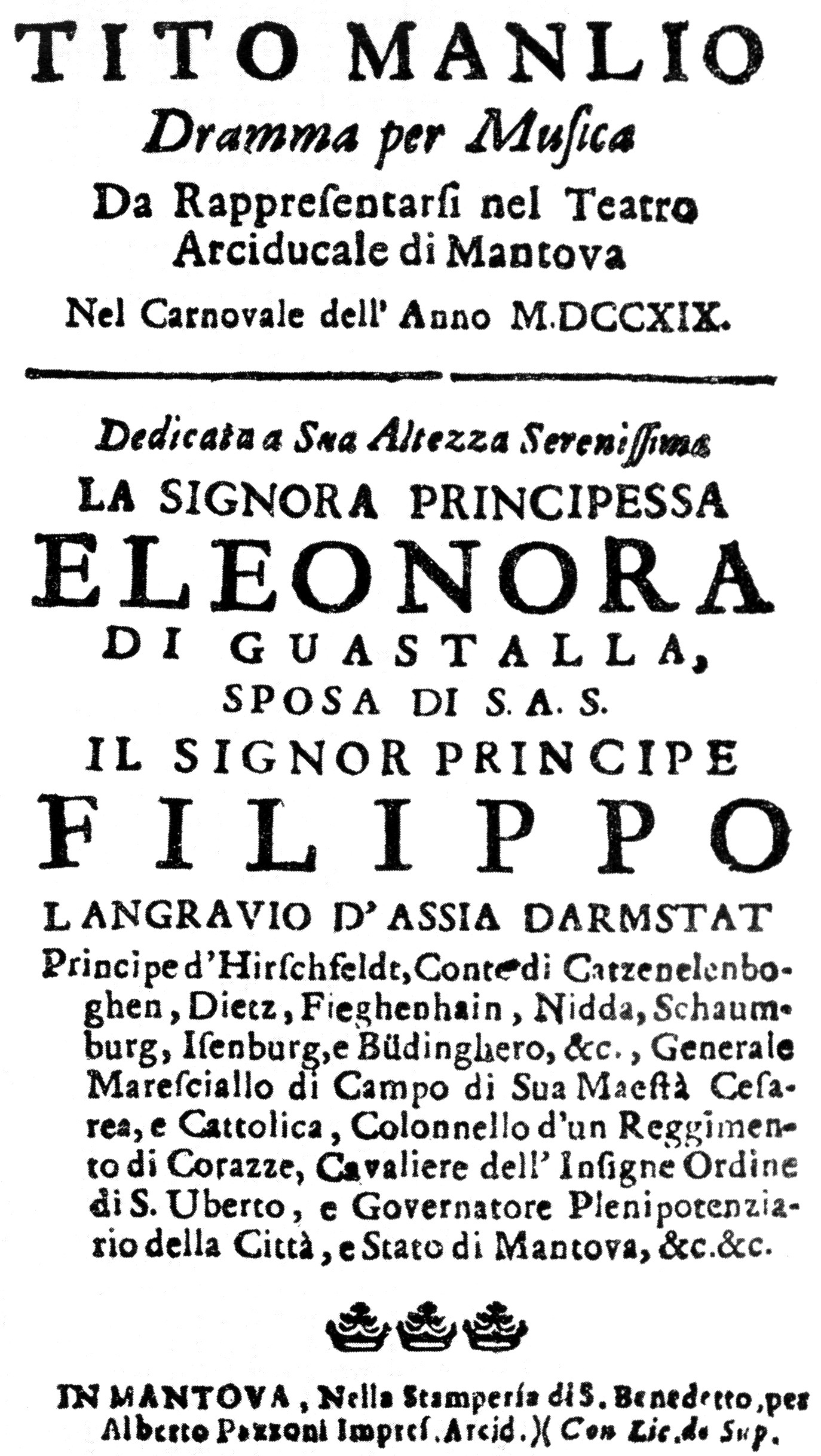
Titelblatt des Vivaldi'schen Tito Manlio ohne Nennung von Librettist und Komponist, Mantua 1719

Noris war einer der eifrigsten Librettisten der Hochblüte der venezianischen Oper Ende des 17., Anfang des 18. Jahrhunderts. Er schrieb zumindest 47 Opernvorlagen, die zumindest 83-mal von 37 verschiedenen Komponisten vertont wurden. Mit Ausnahme einer Periode von fünf Jahren, in welcher er quasi Berufsverbot in Venedig hatte, arbeitete Matteo Norris durchgehend für bedeutende Opernhäuser seiner Heimatstadt. Zwei Perioden lang, von 1670 bis 1686 und erneut von 1697 bis 1703, arbeitete er für die mächtige Adelsfamilie der Grimani, der drei Dogen und fünf Kirchenfürsten entstammten. Die Familie betrieb während der Blütezeit der Venezianischen Oper drei Theater, darunter das Teatro Santi Giovanni e Paolo, errichtet 1638, an dem wichtige Werke Cavallis und Monteverdis uraufgeführt wurden, und das Teatro San Giovanni Grisostomo, errichtet 1678, welches in den Folgejahrzehnten aufgrund seiner hervorragenden Aufführungen und der exzellenten Sänger als erstes Opernhaus in Venedig galt.
Der Dichter debütierte am 10. Januar 1866 im Teatro San Cassiano mit dem Libretto La Zenobia, vertont von Giovanni Antonio Boretti. Es war auch des Komponisten erste Oper. Es folgte ab 1870 eine sechzehn Jahre lang währende Zusammenarbeit mit den Grimanis, die aufgrund eines Skandals abrupt endete.
Fortsetzung folgt
Der neapolitanische Komponist Alessandro Scarlatti, Vater des berühmteren Domenico, brachte in den Jahren 1688 bis 1701 zumindest sechs Opern nach Noris-Libretti im Real Palazzo und in San Bartolomeo in Neapel zur Uraufführung. Eine weitere Oper ist nicht gesichert. Zusätzlich präsentierte er eine überarbeitete Version des Flavio Cuniberto am 6. September 1702 im Pratolino von Florenz.
Flavio Cuniberto wurde beispielsweise 1688 in Modena gezeigt (mit Musik von Domenico Gabrielli), 1690 in Livorno, 1692 in Palermo, 1693 in Napoli, 1696 im römischen Teatro Capranica (komponiert von Luigi Mancia), 1697 in Florenz (in der Ursprungsfassung von Gian Domenico Partenio), 1702 in Genua und Pratolino (dort in der Vertonung von Alessandro Scarlatti) sowie 1706 in Lucca.
Um 1692 kehrte Noris in seine Heimatstadt zurück und begann wieder Libretti zu verfassen, allerdings nicht für das San Giovanni Grisostomo, damals die bedeutendste Opernbühne Venedigs mit den besten Sängern. Er erneuerte seine Zusammenarbeit mit dem Komponisten Carlo Francesco Pollarolo, für den er in den folgenden acht Jahren acht Libretti verfasste. Insgesamt schrieb er für Pollarolo bis 1704 vierzehn Opernvorlagen und dessen Sohn Antonio vertonte im Jahr 1715 ein weiteres Libretto von Noris, Cesare.
Noris verstarb in Treviso und wurde dort in der Chiesa di San Leonardo bestattet.

## Wirkung
Der Enzyklopädist Vincenzo Maria Coronelli führte ihn auf der Liste bedeutender Librettisten Venedigs, gemeinsam mit Apostolo Zeno, Francesco Silvani und anderen. Sein Name erscheint auch im Verzeichnis berühmter venezianischer Schriftsteller, welches von Giulio Bernardino Tomitano (1761–1828) erstellt wurde, und er wird auch in den Iscrizioni veneziane des Gelehrten Emmanuele Antonio Cicogna (1824–1853) als Literat, wert der Würdigung, erwähnt.
Noris’ internationaler Erfolg stellte sich erst postum ein. Seine Werke gelangten überwiegend erst nach seinem Tod in die außeritalienischen Zentren der Opern, nach London, Wien und Hamburg – jedoch allesamt bearbeitet oder übersetzt, oft mit anderem Titel und zumeist ohne Nennung des Autors. Ähnlich erging es Noris’ Arbeiten in Rom, Florenz und Mailand, wo bereits zu Lebzeiten eine Reihe von Überarbeitungen gespielt wurden. Sein Libretto zu Tito Manlio wurde zwar bereits zu Lebzeiten viermal vertont und in einigen Städten Italiens aufgeführt, doch wurde erst nach seinem Tod die Qualität des Sujets erkannt – insbesondere durch die Vertonung von Antonio Vivaldi, der die Oper im Jahr 1714 für eine Hochzeit komponierte, die dann nicht stattfand. Vivaldis Oper wurde erst 1719 in Mantua uraufgeführt und war danach auch in Venedig und Rom zu sehen und zu hören. Freilich fügte der Komponist eine komische Figur, Lindo, in die Handlung ein, die von Matteo Noris nicht geplant war, und fettete die Oper mit sieben älteren Erfolgsarien aus anderen Opern auf. Die römische Version stellte ein Pasticcio aus Kompositionen mehrerer Tonsetzer dar, laut Forschungsstand ohne den komischen Charakter, den Vivaldi hinzugefügt hatte.
Nicht autorisierten Abänderungen seiner Texte – Urheberrecht im heutigen Sinne existierte damals nicht – war der Textdichter bereits zu Lebzeiten mehrfach ausgesetzt. Nach seinem Tode waren sie der Regelfall.
Rom, Florenz, Mailand
Der Kollege und Konkurrent Silvio Stampiglia (1664–1725) bediente sich freizügig am Schaffen von Noris. Ihm wird beispielsweise die Umarbeitung von Penelope la casta (1696 am Teatro Tordinona in Rom, Musik von Giacomo Antonio Perti) zugeschrieben. Eine besonders unglückliche Bearbeitung stammt von Kardinal Pietro Ottoboni, der 1694 für eine Aufführung am römischen Teatro Capranica den Traiano ummodelte und der Oper auch gleich einen neuen Titel gab – L’Eusonia overo La dama stravagante. Noris’ Werk Nerone fatto Cesare (erfolgreich 1692 in Venedig sowie 1695 in Neapel und Rom aufgeführt) wurde 1703 von Antonio Piantanida oder Pietro d'Averara textlich überarbeitet, von Paolo Magni neu vertont und ebenfalls unter einem neuen Titel – L'Agrippina – in Mailand aufgeführt.
Tito Manlio fu ripreso a Mantova nel 1719 (Vivaldi) e poi a Firenze nel 1721 (Luca Antonio Predieri) e nel 1742 (Michele Fini)
Der Librettist Gaetano Roccaforte erstellte im Jahr 1742 eine textliche Neufassung des Tito Manlio, welche zuerst vom Komponisten Niccolò Jommelli (mit textlicher Unterstützung von Jacopo Antonio Sanvitale) vertont wurde, aufgeführt zuerst in Turin, später auch in Venedig und Wien. So wie Noris’ Tito Manlio wurde auch Roccafortes Fassung zumindest achtmal vertont. Freilich war es Roccaforte als Betreiber des bedeutenden Teatro Argentina in Rom (ab 1748) ein Leichtes, Komponisten zur Vertonung seiner Version bewegen. Roccafortes Fassung verdrängte erfolgreich das Ursprungslibretto von Noris. Allein im Teatro Argentina wurde das Werk in den Jahren 1742 bis 1791 viermal gegeben, stets mit Roccafortes Libretto.
London

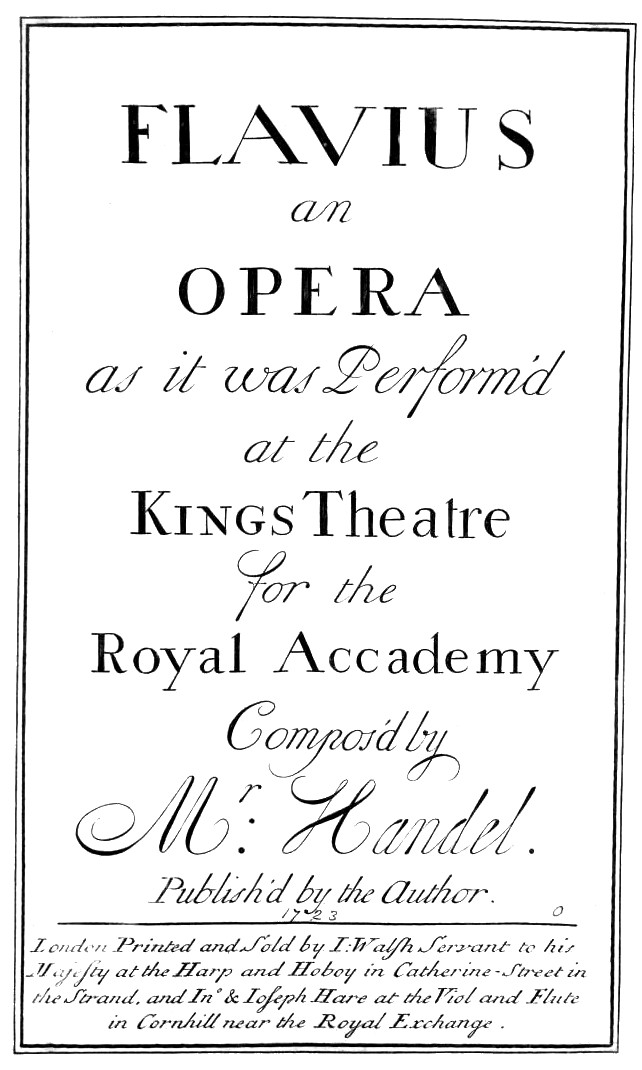
Händels Flavio, re de' Langobardi beruht auf Noris’ Flavio Cuniberto (ohne Erwähnung des Autors)

Am 14. Mai 1723 gelangte im Londoner King’s Theatre die Oper Flavio, re de’ Langobardi zur Uraufführung. Als Librettist wurde Nicola Francesco Haym angeführt, als Komponist Georg Friedrich Händel. Keinerlei Erwähnung fand Matteo Noris, obwohl die Oper eine geringfügige Bearbeitung seines Flavio Cuniberto darstellte, der 1696 von Silvio Stampiglia für Parma überarbeitet worden war. Wahrscheinlich nutzte Haym die Überarbeitung von Stampiglia, doch auch dieser wurde nicht genannt.
Bereits 1721 wurde L’odio e l’amor am King's Theatre gezeigt, überarbeitet von Paolo Antonio Rolli und vertont von Giovanni Bononcini. Roccafortes Fassung des Tito Manlio wurde 1756 auch in London gezeigt, freilich ohne nachhaltigem Erfolg.
Deutschland
Norris hatte im Deutschland des 18. Jahrhunderts einen guten Ruf. Die Oper am Gänsemarkt in Hamburg stellte in den Jahren 1682 bis 1737 zumindest sechs seiner Dramen vor, allesamt übersetzt und neu vertont. L'odio e l'amor kam 1724 und 1731 – in der Rolli-Überarbeitung, mit der Musik Bononcinis und dem neuen Titel Cyrus bzw. Ciro – am Opernhaus am Hagenmarkt in Braunschweig heraus und wurde 1724 auch in Wolfenbüttel gezeigt. Feind-Zitat, Zumindest zwei deutsche Komponisten komponierten Opern nach Sujets des venezianischen Librettisten. Johann David Heinichen vertonte während seines Italien-Aufenthalts Le passioni per troppo amore, die am 28. Januar 1713 im Teatro Sant’Angelo in Venedig präsentiert wurde. Es handelte sich um die letzte Uraufführung zu Lebzeiten des Librettisten. Der Braunschweiger Komponist Conrad Friedrich Hurlebusch vertonte schließlich im Jahr 1727 das Libretto Flavio Cuniberto. Sein Werk wurde freilich niemals aufgeführt.

## Aufführungen und Aufnahmen in der Gegenwart
Vivaldis Version des Tito Manlio wurde in den späten 1970er Jahren vom Musikwissenschaftler und Dirigenten Vittorio Negri wiederentdeckt, an der Piccolo Scala, dem kleinen Haus des Teatro alla Scala in Mailand, aufgeführt und für Schallplatte aufgenommen. Diese Oper wird kaum szenisch, jedoch immer wieder konzertant aufgeführt, beispielsweise im Londoner Barbican Centre oder im Theater an der Wien. Sie wurde dreimal auf Tonträger aufgezeichnet. Insbesondere die Arie Sonno, se pur sei sonno aus dem 3. Akt wurde dank der Aufnahmen von Magdalena Kožená, die sie regelmäßig in ihren Recitals präsentiert, populär.

## Zitat
Noris leitete seine Argomenti in den Libretto-Büchlein gerne mit philosophischen Überlegungen ein, die Albert Gier etwas von oben herab „moralisierende Betrachtungen“ nennt. Anlässlich der Uraufführung seines Drama per Musical I due tiranni al soglio, in Musik gesetzt von Antonio Sartorio im Jahr 1679, betonte er, dass Unrecht immer wieder neues Unrecht zeuge. An anderer Stelle, drei Jahre später, schrieb er:

„Wenn man das Tun und Treiben dieser Welt vernünftig und im einzelnen betrachtet, ist sie letztlich nichts anderes als ein Irrenhaus, ein Affentheater, ein amüsantes, lächerliches Schauspiel. Der weise Demokrit lacht immer, weil ständig neue Narrheiten aufkommen. Die Wünsche sind eitel, die Tollheiten vielfältig“

## Komponisten, die seine Libretti vertonten
In Klammer ist die Zahl der Libretti von Matteo Norris angeführt, die vom entsprechenden Komponisten vertont wurden. Die Zahlen sind Mindestzahlen, da noch nicht alle Libretti und Vertonungen erfasst sind.
- Antonio Vincenzo Aldrovandini (1)
- Giovanni Bononcini (1)
- Giovanni Antonio Boretti (3)
- Fortunato Chelleri (1)
- Gioacchino Cocchi (1)
- Giacomo Facco (1)
- Petronio Franceschini (1)
- Domenico Gabrielli (1)
- Francesco Gasparini (3)
- Antonio Giannettini (2)
- Johann David Heinichen (1)
- Conrad Friedrich Hurlebusch (1)
- Giovanni Legrenzi (1)
- Paolo Magni (2)
- Luigi Mancia (1)
- Giuseppe Maria Orlandini (1)
- Ferdinando Paër (1)
- Giovanni Maria Pagliardi (3)
- Carlo Pallavicino (9)
- Gian Domenico Partenio (1)
- Giacomo Antonio Perti (4)
- Girolamo Polani (1)
- Antonio Pollarolo (1)
- Carlo Francesco Pollarolo (14)
- Luca Antonio Predieri (1)
- Giacomo Rampini (1)
- Bernardo Sabadini (1)
- Antonio Sartorio (1)
- Alessandro Scarlatti (6)
- Giuseppe Felice Tosi (1)
- Antonio Vivaldi (3)
- Giovanni Buonaventura Viviani (1)
- Marc’Antonio Ziani (2)
- Pietro Andrea Ziani (2)

## Aufnahmen

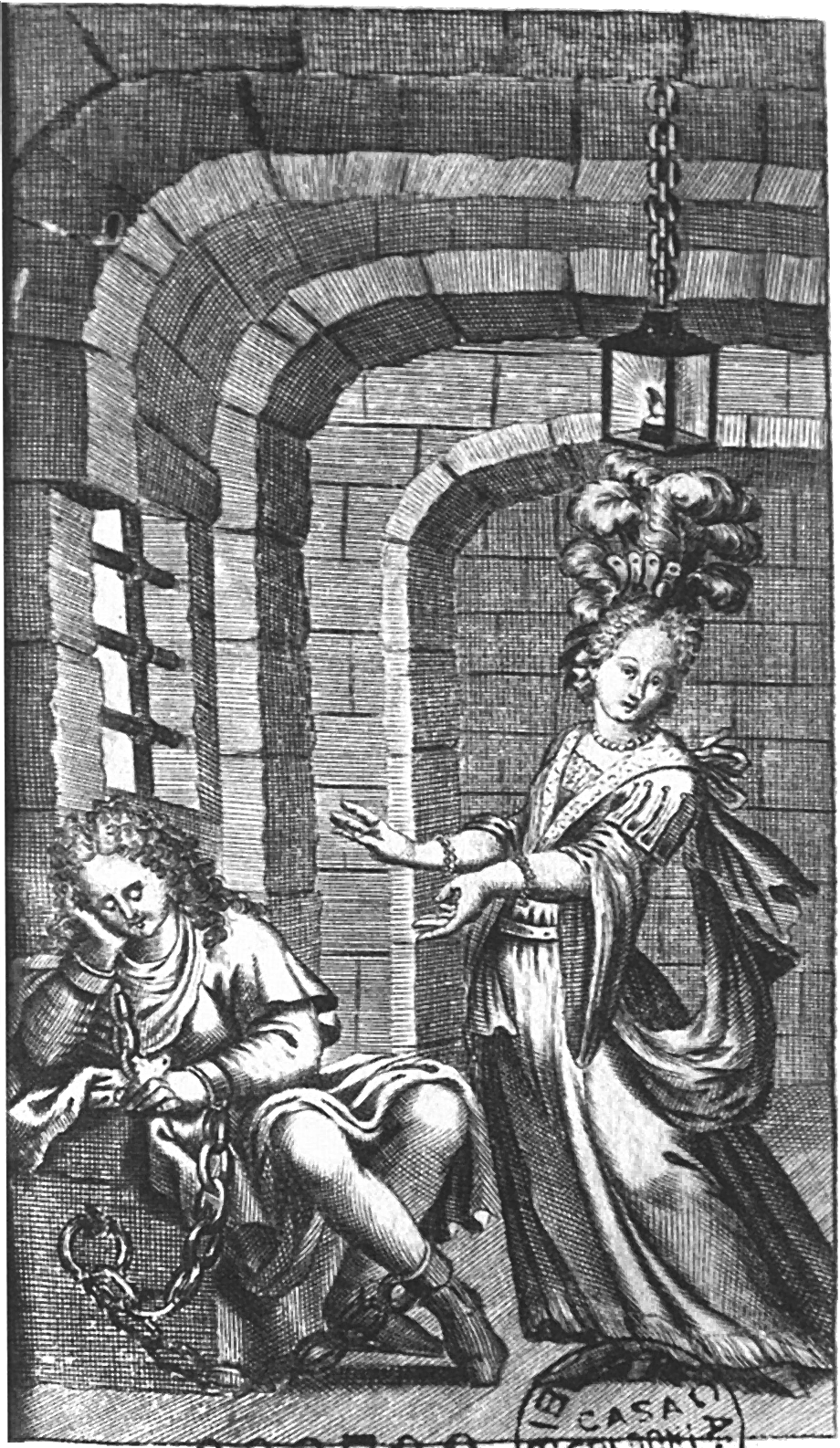
Servilia besucht den schlafenden Tito Manlio im Gefängnis, Szene aus dem 3. Akt

- Tito Manlio, Libretto von Matteo Noris, Musik von Antonio Vivaldi:
  - Berliner Kammerorchester, Dirigent: Vittorio Negri. Mit: Giancarlo Luccardi (Tito), Rose Wagemann (Manlio), Julia Hamari (Servilia), Birgit Finnilä (Vitellia), Margaret Anne Marshall (Lucio), Domenico Trimarchi (Lindo), Norma Lerer (Decio), Claes-Håkan Ahnsjö. Philips 6769 004 [1978][10]
  - Modo Antiquo, Federico Maria Sardelli. Mit Sergio Foresti (Tito), Elisabeth Scholl (Manlio), Nicky Kennedy (Lucio), Rosa Dominguez (Vitellia), Lucia Sciannimanico (Servilia), Thierry Gregoire (Decio), Davide Livermore (Geminio), Bruno Taddia (Lindo); cpo 777 096-2
  - Accademia Bizantina, Dirigent: Ottavio Dantone. Mit Nicola Ulivieri (Tito), Karina Gauvin (Manlio), Ann Hallenberg (Servilia), Marijana Mijanovic (Vitelia), Debora Beronesi (Lucio), Barbara Di Castri (Decio), Mark Milhofer (Geminio), Christian Senn (Lindo); Naïve OP 30413 [3CDs][11]